# Caecilia tenuissima
Caecilia tenuissima és una espècie d'amfibis de la família Caeciliidae que habita a Colòmbia i l'l'Equador en boscos tropicals o subtropicals humits i a baixa altitud, plantacions, jardins rurals i zones prèviament boscoses ara molt degradades.